# Іван Камус
Іван Камус (ісп. Iván Camus; нар. 1 лютого 1963) — колишній чилійський тенісист.
Найвищу одиночну позицію світового рейтингу — 267 місце досяг 3 січня 1983, парну — 144 місце — 2 січня 1984 року.
Найвищим досягненням на турнірах Великого шолома було 2 коло в змішаному парному розряді.

## Фінали Гран-прі за кар'єру

### Парний розряд: 1 (0–1)
| Результат | Ранг | Дата | Турнір                  | Покриття | Партнер       | Суперники                 | Рахунок       |
| --------- | ---- | ---- | ----------------------- | -------- | ------------- | ------------------------- | ------------- |
| Поразка   | 1.   | 1983 | Екс-ан-Прованс, Франція | Ґрунт    | Серхіо Касаль | Анрі Леконт Жіль Мореттон | 6–2, 1–6, 2–6 |

## Титули на челленджерах

### Парний розряд: (2)
| Ранг | Рік  | Турнір          | Покриття | Партнер       | Суперники                        | Рахунок       |
| ---- | ---- | --------------- | -------- | ------------- | -------------------------------- | ------------- |
| 1.   | 1982 | Паріолі, Італія | Ґрунт    | Габрієль Урпі | Гільєрмо Обоне Фернандо Майнетто | 3–6, 6–4, 6–3 |
| 2.   | 1983 | Брешія, Італія  | Ґрунт    | Рауль Вівер   | Дасіу Кампус Едуардо Онсінс      | 6–2, 5–7, 6–4 |